# Erwann Rougé
Pour les articles homonymes, voir Rougé (homonymie).
Erwann Rougé, né en 1954 à Rennes, est poète et également éditeur. Après avoir fondé les éditions Dana, il a créé les éditions approches-éditions spécialisées dans le livre d'artiste. Il a animé plusieurs festivals et de nombreux ateliers d’écriture. Il a collaboré à plusieurs revues dont Écriterres, La Rivière Echappée, Triages, et réalisé de nombreux livres avec des artistes de sa génération.
Il a également présidé la Maison de la Poésie de Rennes.

## Style
Selon François Rannou « Son écriture, au ton si singulier qu’on le reconnaît immédiatement, peut être approchée en quelques termes : toucher, respiration, nuance, nudité. Toute son œuvre tente de rejoindre ce corps inatteignable que les mots dissimulent souvent, parfois révèlent, et alors la poésie peut devenir cruelle lucidité. » 
Pour Jacky Essirard, Président de la Maison Internationale des Écritures et Littératures : « Son écriture est puissante, sa poésie va au fond de la vie, des émotions, elle rassemble les mots pour reconstruire un corps. C’est aussi un dialogue qu’il entretient avec lui-même et les autres pour transmettre et ne pas oublier ce qui lui paraît essentiel. » 
Dans sa note de lecture sur Le Pli de l'air, Antoine Emaz évoque une « écriture de la compassion, non pas l’affliction ou la pitié, mais la capacité du poète à entrer en osmose avec la souffrance de l’autre, et intensément la comprendre, même s’il ne sait pas la soigner » 

## Pour approfondir